# Mark O’Brien (Fußballspieler)
Mark Leo O’Brien (* 20. November 1992 in Dublin) ist ein irischer Fußballspieler, der seit 2015 beim englischen Viertligisten Luton Town unter Vertrag steht.

## Karriere

### Derby County
Der erst 16-jährige Mark O’Brien debütierte am 3. Mai 2009 für Derby County bei einer 1:3-Auswärtsniederlage beim FC Watford. Nach zwei Einsätzen in der Saison 2010/11, bestritt O’Brien in der Football League Championship 2011/12 zwanzig Ligaspiele, ehe er ab Ende Dezember 2011 verletzungsbedingt bis zum Saisonende ausfiel. Nachdem er sich im Verlauf der Saison 2012/13 wieder einen Platz in der Mannschaft erspielt hatte, sorgte eine erneute Knieverletzung für das vorzeitige Saisonende.